# Bulbophyllum carnosisepalum
Bulbophyllum carnosisepalum är en orkidéart som beskrevs av Jaap J. Vermeulen. Bulbophyllum carnosisepalum ingår i släktet Bulbophyllum och familjen orkidéer. Inga underarter finns listade i Catalogue of Life.